# Laura López (pływaczka synchroniczna)
Laura López Valle (ur. 24 kwietnia 1988 w Valladolid) – hiszpańska pływaczka synchroniczna, medalistka olimpijska.
W 2008 startowała w letnich igrzyskach olimpijskich w Pekinie, biorąc tam udział w rywalizacji drużyn i zdobywając srebrny medal dzięki rezultatowi 98,251 pkt.
W latach 2006–2008 na mistrzostwach Europy (Budapeszt, Eindhoven) wywalczyła trzy medale, w tym jeden złoty.